# Xavier Riddle and the Secret Museum
Xavier Riddle and the Secret Museum is een Canadees-Amerikaanse animatieserie geproduceerd door Brown Bag Films en 9 Story Media Group. De serie is gedistribueerd door PBS Kids, en gemaakt door Brad Meltzer en Chris Eliopoulos.

## Verhaal
De serie omvat Xavier Riddle met zijn zus Yadina Riddle en zijn vriend Brad. Ze gaan naar het Geheime Museum om tijdreizen naar het verleden te maken en historische helden te helpen.